# 13561 Kudogou
13561 Kudogou este un asteroid din centura principală de asteroizi.

## Descriere
13561 Kudogou este un asteroid din centura principală de asteroizi. A fost descoperit pe 23 septembrie 1992 la Kitami de Masayuki Yanai și Kazuro Watanabe. Asteroidul prezintă o orbită caracterizată de o semiaxă mare de 3,17 ua, o excentricitate de 0,16 și o înclinație de 17,0° în raport cu ecliptica.